# Trichobius propinquus
Trichobius propinquus är en tvåvingeart som beskrevs av Wenzel 1976. Trichobius propinquus ingår i släktet Trichobius och familjen lusflugor. Inga underarter finns listade i Catalogue of Life.